# Подгородная
Подгородная (укр. Підгородна) — посёлок в Первомайском районе Николаевской области Украины.

## История
Основано в 1899 году в Российской империи.
Во время Великой Отечественной войны в 1941—1943 годы селение находилось под немецкой оккупацией.
Рядом с посёлком находится одноимённый аэропорт «Подгородная». В период с 17 октября 1952 года по 6 февраля 1959 года, аэродром использовался в военных целях и на нём базировался 642-й гвардейский штурмовой авиационный полк на самолётах Ил-10 и позднее на МиГ-15. В феврале 1959 года полк был переведён на аэродром Вознесенск, и аэродром в Подгородной передали гражданской авиации.
11 августа 1960 года Подгородная получила статус посёлка городского типа.
В январе 1989 года численность населения составляла 2913 человек.
По состоянию на 1 января 2013 года численность населения составляла 2209 человек.